# Kampung Bali (Teluk Segara)
Kampung Bali is een bestuurslaag in het regentschap Bengkulu van de provincie Bengkulu, Indonesië. Kampung Bali telt 1904 inwoners (volkstelling 2010).